# Merzario A3
Der Merzario A3 war ein Formel-1-Rennwagen des italienischen Rennstalls Team Merzario, der in der Saison 1979 zu sechs Weltmeisterschaftsläufen gemeldet wurde, aber bei keiner Veranstaltung die Qualifikation bestand. Der Wagen war mit geringen finanziellen Mitteln entwickelt worden. Er orientierte sich an zeitgenössischen Wing Cars, verwendete aber teilweise veraltete Komponenten und galt als unausgereift und ineffizient. Das Team gab den Wagen nach nur drei Monaten auf und ersetzte ihn durch eine Fremdkonstruktion.

## Hintergrund
Der italienische Rennfahrer Arturo Merzario trat von 1972 bis 1976 für die Scuderia Ferrari, für Frank Williams Racing Cars und schließlich für March Engineering als Werksfahrer in der Formel 1 an. Nachdem March mit Ablauf des Jahres 1976 den Vertrag mit Merzario nicht verlängert hatte, gründete er in der lombardischen Gemeinde Carate Brianza ein eigenes Team, das 1977 mit einem Kundenfahrzeug von March antrat. Das Auto wurde als March 761B (Fahrgestellnummer 761B/2) gemeldet, allerdings war es – anders als seine Bezeichnung suggerierte – nach allgemeiner Ansicht tatsächlich ein älterer March, der entweder 1976 oder bereits 1975 aufgebaut worden war. Als March Ende 1977 sein Formel-1-Engagement einstellte, entfiel künftig auch die Unterstützung für die Kundenfahrzeuge. Um weiter in der Formel 1 antreten zu können, entschied sich Merzario daraufhin für die Konstruktion eines eigenen Rennwagens. Sein erstes Modell war der Merzario A1, von dem zwei gebaut wurden. Das A1/1 genannte erste Exemplar war in technischer Hinsicht ein Nachbau des March 761B, hatte aber eine eigenständige Karosserie. Das zweite Auto (A1/2) nutzte das unveränderte Monocoque von Merzarios altem March 761B, auf das die Karosserie des A1/1 aufgesetzt war. Beide Versionen des A1 waren nicht erfolgreich. Es gab 1978 insgesamt nur acht Qualifikationen, aber keine Zielankunft.
Der A1 war technisch veraltet. Ab 1978 war die Dominanz von Autos mit Bodeneffekt absehbar. Der veraltete A1, dessen technische Konzeption auf das Jahr 1975 zurückging, erfüllte diese Anforderungen nicht. Für die Saison 1979 ließ Merzario deshalb ein eigenes Bodeneffekt-Auto entwickeln, dessen Fertigstellung sich bis ins Frühjahr 1979 hinein verzögerte. Die ersten Rennen der Saison bestritt Merzario daher mit dem Interimsmodell A2, einer Weiterentwicklung des A1/2 und wie dieser mit unverändertem Monocoque des March 761B/2.
Der Merzario A3, das erste Bodeneffekt-Auto des Teams, erschien schließlich im April 1979. Im Laufe der folgenden drei Monate gelang dem Team mit dem A3 keine Qualifikation. Eine Weiterentwicklung gab es trotzdem nicht. Stattdessen übernahm Merzario Ende Mai 1979 ein Chassis und zahlreiche Ausrüstungsgegenstände des deutschen Kauhsen-Teams, das den Betrieb eingestellt hatte, und ersetzte den A3 kurz danach durch eine Kauhsen-Konstruktion, die als Merzario A4 gemeldet wurde. Auch dieses Modell ermöglichte dem Team keine Rennteilnahme bei einem Weltmeisterschaftslauf.

## Nomenklatur
Über die Bezeichnung der unterschiedlichen Merzario-Konstruktionen herrscht in der Literatur keine Einigkeit. Das betrifft auch Merzarios erstes Groundeffect-Auto. Die meisten Quellen bezeichnen das Auto als A3. Dieser Code wurde schon in zeitgenössischen Berichten verwendet. Spätere Publikationen weichen teilweise davon ab. Ausgehend davon, dass sie das Interimsmodell der frühen Saison 1979 als Mitglied der A1-Familie ansehen und nicht als A2, sondern als A1B bezeichnen, weisen sie dem ab April 1979 eingesetzten Groundeffect-Auto anstelle des Codes A3 die Bezeichnung A2 zu.

## Technik

### Grundmerkmale
Konstrukteure des Merzario A3 waren Arturo Merzario, sein Mechaniker Simon Hadfield und der Ingenieur Giorgio Valentini. Valentini erklärte drei Jahrzehnte später, sein Beitrag zu dem Auto habe sich auf einige grundlegende Vorgaben und ein paar Skizzen beschränkt. Das Budget für Entwicklung und Aufbau des Autos war auf 250.000 US-$ begrenzt. Die Konstrukteure mussten deshalb viele Komponenten von früheren Merzario-Autos weiterverwenden. Das betraf vor allem das Monocoque: Der A3 übernahm die Aluminiumzelle des Merzario A1/1, mit dem das Team die erste Saisonhälfte 1978 bestritten hatte. Sie war dem Monocoque des March 761B nachempfunden, aber nicht vollständig identisch. Die Radaufhängung war neu gestaltet worden; die Federn lagen nun innen. Als Antrieb verwendete Merzario weiterhin einen 3,0 Liter großen Saugmotor von Cosworth (DFV), der die Kraft über ein Fünfgang-FGA-Getriebe von Hewland an die Hinterräder weitergab. Der Motor war unverkleidet.
Der Merzario A3 hatte einige Elemente eines Wing Car; Vorbilder waren der Lotus 78 und der Ligier JS11. Die Seitenkästen reichten von den Vorder- bis zu den Hinterrädern. Unter den Seitenkästen waren Flügelprofile angebracht. Auffällig waren die seitlichen Abschlussbleche, die von vorn nach hinten stark anstiegen, und die breite, dreieckige Verkleidung des Überrollbügels.

### Schwachstellen
Entgegen den Erwartungen der Konstrukteure trat beim A3 nahezu kein Bodeneffekt ein. Wesentlicher Grund dafür war das Aluminiummonocoque, das sich an einer March-Konstruktion orientierte, die im Kern inzwischen vier Jahre alt war. Zur Zeit seines Entwurfs gab es noch keine Wing Cars mit Unterbodenprofilen. Das Monocoque war so breit, dass in den Seitenkästen nur schmale Flügelprofile untergebracht werden konnten, die kaum Ansaugwirkung produzierten. Eine weitere Schwachstelle des A3 war sein hohes Gewicht. Der A3 war mit 625 kg etwa 30 kg schwerer als sein Vorgänger. Der Gewichtszuwachs war darauf zurückzuführen, dass Merzario aus Kostengründen einige Chassis- und Karosserieteile nicht aus Titan oder Magnesium fertigen konnte, sondern auf Aluminium oder Stahl zurückgreifen musste. Auch die Radaufhängungen waren problematisch. Sie waren zu schwach dimensioniert und neigten zum Brechen.

## Lackierung und Sponsoren
Das Farbschema des Merzario A3 folgte dem des A2. Der Grundton war Gelb; die Seitenkästen waren schwarz lackiert. Sponsoren waren (wie schon beim A2) Marlboro Italia, Flor Bath und RETE.

## Produktion
Der Merzario A3 war ein Einzelstück. Das Fahrzeug existiert noch. Es gehört einem italienischen Sammler, der es gelegentlich bei Klassikerveranstaltungen zeigt.

## Renneinsätze

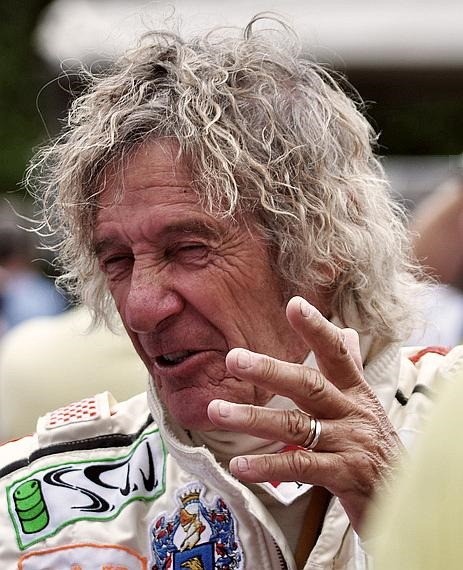
Teamchef und Fahrer: Arturo Merzario (2009)

Erstmals meldete Merzario den neuen A3 zum Race of Champions, einem Formel-1-Rennen ohne Weltmeisterschaftsstatus, das für den 18. März 1979 vorgesehen war, wegen starken Schneefalls aber abgesagt werden musste. In den folgenden zwei Wochen führte Arturo Merzario mit dem A3 einige Testfahrten auf der Pista di Fiorano durch.
Sein öffentliches Debüt gab der A3 schließlich beim vierten Weltmeisterschaftslauf, dem Großen Preis der USA West. Arturo Merzario setzte den A3 im Qualifikationstraining ein und erzielte mit ihm eine Zeit, die für den 24. Startplatz reichte. Während des Trainings erlitt der A3 allerdings auf dem unebenen Long Beach Grand Prix Circuit einen Aufhängungsschaden, dessen kurzfristige Reparatur als zu riskant angesehen wurde. Merzario bestritt das Rennen daher noch einmal im Interimsmodell A2. In der 14. Runde führte ein Motorschaden zum Ausfall. Bei den folgenden Rennen in Spanien und Belgien verpasste Arturo Merzario im A3 jeweils die Qualifikation. In Spanien fehlten ihm etwa 1,7 Sekunden auf den Letztqualifizierten, in Belgien weniger als eine Sekunde. Auf dem Circuit Zolder verunglückte Arturo Merzario im A3. Er brach sich dabei die rechte Hand und musste beim folgenden Rennen in Monaco aussetzen. An seiner Stelle meldete das Team Gianfranco Brancatelli, der zu den zwei vorangegangenen Rennen von Kauhsen Racing gemeldet worden war. Brancatelli scheiterte in Monaco bereits an der Vorqualifikation. Er war der mit Abstand langsamste Fahrer; seine beste Rundenzeit lag 12 Sekunden über der späteren Polezeit von Jody Scheckter (Ferrari). Fünf Wochen später war Arturo Merzario wieder einsatzbereit. In Frankreich fuhr er den A3 im Qualifikationstraining, war aber ebenso wie Brancatelli vorher in Monaco der langsamste Fahrer des Feldes. Im Vergleich zu den Ferraris fehlten dem Merzario in der Höchstgeschwindigkeit nahezu 20 km/h.
Nach dem Rennen in Frankreich gab Merzario den A3 auf. Das Team setzte den Rennbetrieb ab dem Großen Preis von Großbritannien mit dem ursprünglich von Kauhsen konstruierten A4 fort. Der A3 wurde als Ersatzauto zu den meisten der verbleibenden Saisonrennen mitgeführt, kam aber nur noch einmal zum Einsatz. Nachdem Arturo Merzario den A4 im Qualifikationstraining zum Großen Preis von Österreich bei einem Unfall im Qualifikationstraining beschädigt hatte, legte er die letzten Runden des Trainings im A3 zurück. Mit keinem der beiden Autos erreichte er eine Zeit, die eine Qualifikation ermöglicht hätte.

## Arturo Merzario über den A3
Arturo Merzario beschrieb den A3 in zeitgenössischen Äußerungen als gutes, ausgewogenes Auto. Die mangelnde Leistung schrieb er in erster Linie den schlechten Reifen von Goodyear zu, die nach seiner Auffassung nicht genügend Haftung aufbauten. In der Motorsportliteratur besteht Einigkeit darüber, dass Goodyear in den späten 1970er-Jahren Reifen von unterschiedlicher Qualität lieferte: Hochwertige Reifen erhielten zu dieser Zeit nur die Spitzenteams; andere Hersteller und die kleinen Privatteams wurden dagegen mit wesentlich langsameren Reifen beliefert, die intern als „Holzreifen“ bezeichnet wurden.

## Resultate
| Fahrer                           | Nr.                              | 1 | 2 | 3 | 4  | 5   | 6   | 7    | 8   | 9 | 10 | 11  | 12 | 13 | 14 | 15 | Punkte | Rang |
| -------------------------------- | -------------------------------- | - | - | - | -- | --- | --- | ---- | --- | - | -- | --- | -- | -- | -- | -- | ------ | ---- |
| Automobil-Weltmeisterschaft 1979 | Automobil-Weltmeisterschaft 1979 |   |   |   |    |     |     |      |     |   |    |     |    |    |    |    | 0      | -    |
| A. Merzario                      | 24                               |   |   |   | PO | DNQ | DNQ |      | DNQ |   |    | DNQ |    |    |    |    | 0      | -    |
| G. Brancatelli                   | 24                               |   |   |   |    |     |     | DNPQ |     |   |    |     |    |    |    |    | 0      | -    |

| Legende  | Legende            | Legende                                                          |
| Farbe    | Abkürzung          | Bedeutung                                                        |
| -------- | ------------------ | ---------------------------------------------------------------- |
| Gold     | –                  | Sieg                                                             |
| Silber   | –                  | 2. Platz                                                         |
| Bronze   | –                  | 3. Platz                                                         |
| Grün     | –                  | Platzierung in den Punkten                                       |
| Blau     | –                  | Klassifiziert außerhalb der Punkteränge                          |
| Violett  | DNF                | Rennen nicht beendet (did not finish)                            |
| Violett  | NC                 | nicht klassifiziert (not classified)                             |
| Rot      | DNQ                | nicht qualifiziert (did not qualify)                             |
| Rot      | DNPQ               | in Vorqualifikation gescheitert (did not pre-qualify)            |
| Schwarz  | DSQ                | disqualifiziert (disqualified)                                   |
| Weiß     | DNS                | nicht am Start (did not start)                                   |
| Weiß     | WD                 | zurückgezogen (withdrawn)                                        |
| Hellblau | PO                 | nur am Training teilgenommen (practiced only)                    |
| Hellblau | TD                 | Freitags-Testfahrer (test driver)                                |
| ohne     | DNP                | nicht am Training teilgenommen (did not practice)                |
| ohne     | INJ                | verletzt oder krank (injured)                                    |
| ohne     | EX                 | ausgeschlossen (excluded)                                        |
| ohne     | DNA                | nicht erschienen (did not arrive)                                |
| ohne     | C                  | Rennen abgesagt (cancelled)                                      |
| ohne     | keine WM-Teilnahme |                                                                  |
| sonstige | P/fett             | Pole-Position                                                    |
| sonstige | 1/2/3/4/5/6/7/8    | Punktplatzierung im Sprint-/Qualifikationsrennen                 |
| sonstige | SR/kursiv          | Schnellste Rennrunde                                             |
| sonstige | *                  | nicht im Ziel, aufgrund der zurückgelegten Distanz aber gewertet |
| sonstige | ()                 | Streichresultate                                                 |
| sonstige | unterstrichen      | Führender in der Gesamtwertung                                   |